# Религия в Японии
Религия в Японии представлена главным образом буддизмом и синтоизмом. Большинство верующих в Японии причисляет себя к обеим религиям сразу, что свидетельствует о религиозном синкретизме. В 1886 году, во время реставрации Мэйдзи синтоизм был объявлен единственной и обязательной государственной религией японского государства. После Второй мировой войны с принятием новой японской конституции в 1947 году синтоизм потерял этот статус.
Японская концепция религии существенно отличается от концепции религии в западной культуре. Духовность и поклонение богам очень эклектичны; обряды и ритуалы, часто связанные со стремлением к благополучию и мирским благам, имеют первостепенное значение, в то время как доктринам и вероучениям придаётся второстепенное значение. Понятие о религиозной идентичности чуждо для японской культуры. Хотя подавляющее большинство японских граждан исповедуют синтоизм, лишь около 3% опрошенных называют себя синтоистами, поскольку этот термин подразумевает принадлежность к организованным синтоистским сектам. Некоторые называют себя «нерелигиозными» (無宗教, мусюкё:), но это не означает неприятие или апатию по отношению к вере. Мусюкё: — это особая идентичность, которая используется в основном для утверждения о регулярной, «нормальной» религиозности, отвергая при этом принадлежность к отдельным движениям, которые воспринимаются как чуждые или экстремистские.
Буддисты и синтоисты составляют по некоторым оценкам до 84—96 % населения, представляя большое количество верующих в синкретизме обеих религий. Однако эти оценки основаны на ассоциации японцев с тем или иным храмом, а не на количестве действительно верующих. Профессор Роберт Кисала предполагает, что всего 30 % населения идентифицируют себя как верующие.
Китайские даосизм, конфуцианство и буддизм также повлияли на японские верования и традиции. Религия в Японии склонна к синкретизму, что выливается в смешение различных религиозных практик. Так, взрослые и дети отмечают ритуалы синто, школьники молятся перед экзаменами, молодые пары устраивают свадебные церемонии в христианской церкви, а похороны — в буддистском храме. Христиане представляют собой религиозное меньшинство, всего 2,04 % населения. Среди объединений христианских церквей, действующих в общеяпонском масштабе, самое крупное — Католический центральный совет, далее, по числу последователей идут Свидетели Иеговы, пятидесятники и прихожане Объединённой церкви Христа в Японии.
С середины XIX века в Японии также появились различные новые религиозные движения, такие как Тэнрикё и Аум Синрикё. 

## Синтоизм
Традиционной японской религией принято считать синтоизм, представляющий собой совокупность местных верований и до XIX столетия не представлявший собой единой системы верований.

## Буддизм
Буддизм является второй по распространённости религией в Японии после Синтоизма.

## Христианство
Всего в Японии насчитывается по разным оценкам от 1,9 млн до 2,9 млн христиан (2010 год). Среди объединений христианских церквей, действующих в общеяпонском масштабе, самое крупное — Католический центральный совет (свыше 400 тыс. верующих, около 2 тыс. культовых учреждений, 2 тыс. священников).
Численность приверженцев всех общеяпонских объединений протестантских церквей в 2010 году составляла около 1 млн человек. Крупнейшую конфессиональную группу среди японских протестантов составляют пятидесятники (257 тыс.). Объединённая церковь Христа в Японии насчитывает 196 тыс. прихожан, церковь «Дух Иисуса» — 125 тыс. В стране также действуют баптисты, англикане, лютеране, различные перфекционистские церкви и другие протестантские деноминации.
Православие появилось в Японии в середине XIX века благодаря русскому миссионеру святителю Николаю Японскому. К 1912 году (год кончины архиепископа Николая Японского) в Японии насчитывалось 266 православных общин и около 33 тысяч человек исповедующих православие. Сегодня, в начале XXI века в Японии насчитывается более 36 тысяч человек исповедующих православие. Японская Православная Церковь имеет большую самостоятельность и на правах автономии входит в состав Русской Православной Церкви.
Значительное число японцев являются сторонниками маргинального христианства. Численность свидетелей Иеговы в 2012 году составила 217 тыс. человек, объединённых в 3055 собраний. Церковь Иисуса Христа святых последних дней насчитывает в Японии 279 конгрегаций и 127 тыс. прихожан.

## Ислам
Мусульманское общество состоит в основном из пакистанцев и татар — эмигрантов из России.
Первая мечеть была построена в 1905 году, в городе Осаке, иммигрировавшими татарами.
Известный башкир Мухаммед-Габдулхай Курбангалиев организовал общество мусульман Токио и стал его главой. В 1927 году открыл школу для мусульман Японии. В 1928 организовал Всеяпонский съезд мусульман. 12 мая 1938 под его руководством состоялось открытие мечети в городе Токио. Также известна мечеть в городе Кобе.
В 1939 году ислам признали одной из действующих религий Японии. К 2010 году общая численность мусульман оценивалась в 185 тыс. человек.

## Другие религии
Общины других религиозных групп весьма малочисленны. Это конфуцианцы (127 тыс.), индуисты (25,7 тыс.), верующие бахаи (16 тыс.), сикхи (2 тыс.), джайны (1,6 тыс.) и иудеи (1,5 тыс.). Ещё 10 тыс. жителей Японии являются сторонниками местных первобытных верований и культов.

## Статистика
По данным Службы статистики Японии при Министерстве культуры и науки Японии на 31 декабря 2000 года, 31 декабря 2005 — 31 декабря 2008 годов

### Количество общин
| Год          | 2000   | 2005   | 2006   | 2007   | 2008   |
| ------------ | ------ | ------ | ------ | ------ | ------ |
| Синто        | 89040  | 88714  | 88585  | 88788  | 88861  |
| Буддизм      | 85745  | 86415  | 86368  | 85994  | 85897  |
| Христианство | 9050   | 9353   | 9376   | 9330   | 9260   |
| Другое       | 41228  | 40059  | 39542  | 39858  | 39410  |
| Всего        | 225063 | 224541 | 223871 | 223970 | 223428 |

### Количество верующих
Общее количество верующих превышает население Японии в связи с широким распространением практики религиозного синкретизма. Так, например, синтоист может быть одновременно и буддистом.
| Год          | 2000        | 2005        | 2006        | 2007        | 2008        |
| ------------ | ----------- | ----------- | ----------- | ----------- | ----------- |
| Синто        | 105 738 000 | 108 580 457 | 107 247 522 | 106 817 669 | 105 824 798 |
| Буддизм      | 78 790 000  | 93 485 017  | 91 260 273  | 89 177 769  | 89 540 834  |
| Христианство | 1 745 000   | 2 161 707   | 2 595 397   | 3 032 239   | 2 143 710   |
| Другое       | 10 210 000  | 9 599 480   | 9 917 555   | 9 817 752   | 9 086 268   |
| Всего        | 196 483 000 | 213 826 661 | 211 020 747 | 208 845 429 | 206 595 610 |